# Amphinemura cherrapunjii
Amphinemura cherrapunjii är en bäcksländeart som först beskrevs av Aubert 1967.  Amphinemura cherrapunjii ingår i släktet Amphinemura och familjen kryssbäcksländor. Inga underarter finns listade i Catalogue of Life.